# Scott A. Vander Hamm

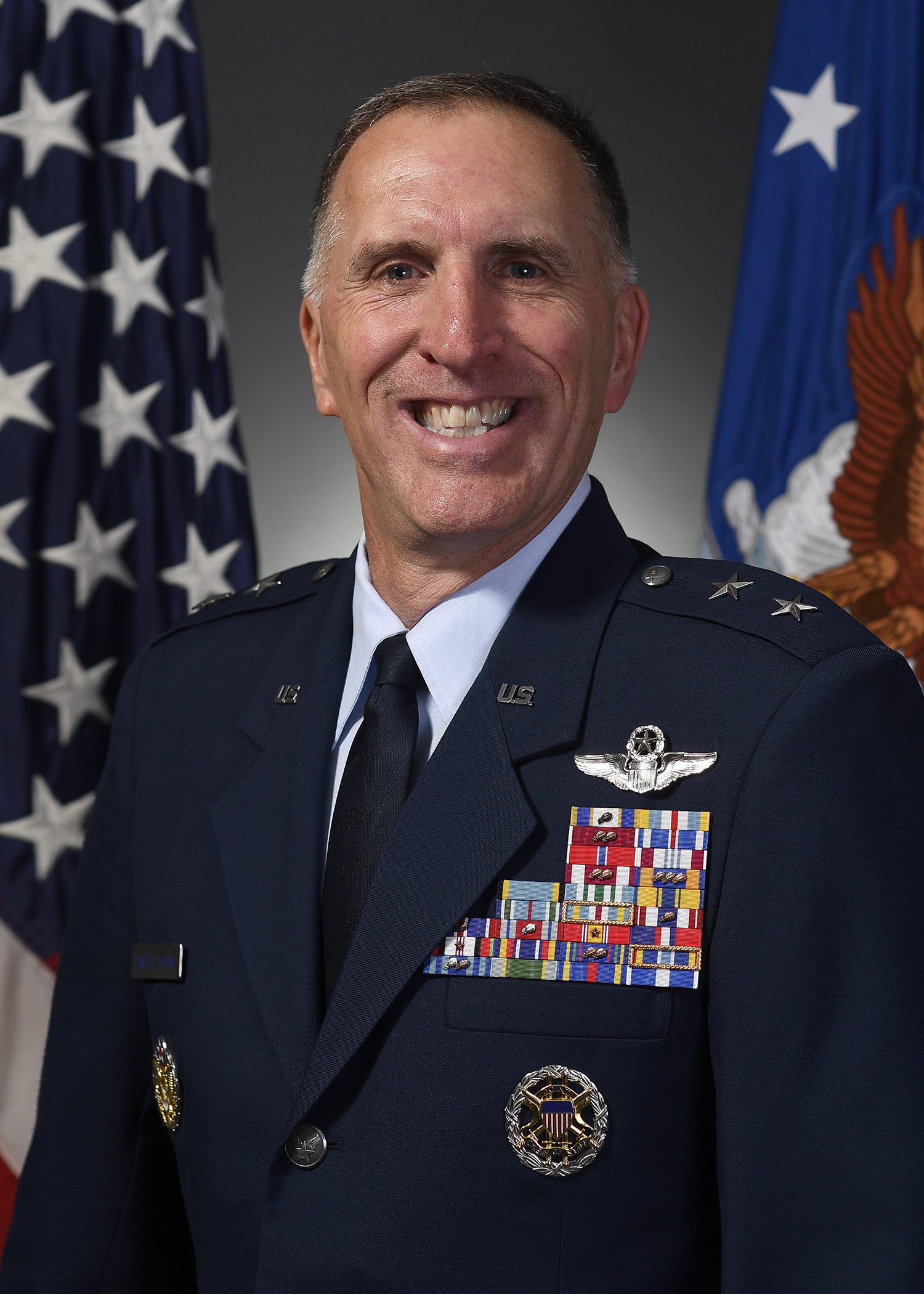
Scott Alan Vander Hamm (2017)

Scott Alan Vander Hamm (* um 1964) ist ein pensionierter Generalmajor der United States Air Force. Er war unter anderem Kommandeur der 8. Luftflotte.
Über die Officer Training School gelangte er im Jahr 1986 in das Offizierskorps des United States Air Force. In dieser durchlief er anschließend alle Offiziersränge vom Leutnant bis zum Zwei-Sterne-General.
Im Lauf seiner militärischen Karriere absolvierte er verschiedene Kurse und Schulungen. Dazu gehörten unter anderem eine Ausbildung zum Kampfpiloten und Flugnavigator; die Squadron Officer School auf der Maxwell Air Force Base in Alabama; das Air Command and Staff College, das sich ebenfalls auf der Maxwell AFB befindet; das Marine Corps Command and Staff College auf der Marine Corps Base Quantico in Quantico in Virginia; den System Acquisition Management Course for General and Flag Officers in Fort Belvoir; den Joint Force Air Component Commander (JFACC) Course; den Senior Joint Information Operations Application Course und den Joint Flag Officer's Warfighting Course, alle drei auf der Maxwell AFB. Schließlich absolvierte er in Miami in Florida den Coalition Force Maritime Component Commander (CFMCC) Course. Außerdem erhielt er akademische Grade von der Grand Canyon University in Arizona, der Northern Michigan University und der University of Virginia.
In seinen frühen Jahren als Offizier der Luftwaffe war er an verschiedenen Stützpunkten in den Vereinigten Staaten stationiert. Dabei war er als Pilot, Flugnavigator, Flugausbilder oder Stabsoffizier bei unterschiedlichen Einheiten tätig. Dazwischen absolvierte er die erwähnten Schulungen. Als Stabsoffizier war er unter anderem bei den Joint Chiefs of Staff tätig. Er war sowohl im Irak (2002) als auch in Afghanistan eingesetzt.
Zwischen Juli 2005 und Mai 2007 war Vander Hamm auf der Dyess Air Force Base in Texas als Oberst Kommandeur der 7th Operations Group. Danach kommandierte er bis September 2006 auf dem Atoll Diego Garcia, das Teil des britischen Territoriums im Indischen Ozean ist, die 40. Expeditionsgruppe (40th Air Expeditionary Group). Nach seiner Rückkehr in die Vereinigten Staaten erhielt Scott Vander Hamm auf der Ellsworth Air Force Base in South Dakota das Kommando über das 28. Bombergeschwader (28th Bomb Wing), das er zwischen Juni 2007 und Juni 2009 innehatte. Danach gehörte er bis zum August 2010 erneut dem Stab der Joint Chiefs of Staff an.
Seine nächste Mission führte ihn auf die Whiteman Air Force Base in Missouri. Dort kommandierte er zwischen August 2010 und Juni 2012 das 509. Bombergeschwader (509th Bomb Wing). Daran schloss sich eine Aufgabe als Stabsoffizier beim Air Education and Training Command auf der Randolph Air Force Base in Texas an. Dort leitete er bis zum Oktober 2013 dessen Stabsabteilung für Planungen, Programme und Bedarf (Director of Plans, Programs, Requirements and Assessments).
Am 23. Oktober 2013 erhielt Vander Hamm auf der Barksdale Air Force Base in Louisiana als Nachfolger von Stephen W. Wilson das Kommando über die 8. Luftflotte. Gleichzeitig kommandierte er die Task Force 204 und das Joint Functional Component Command for Global Strike, das dem United States Strategic Command untersteht. Diese Ämter bekleidete er bis zum 17. April 2015 als Richard M. Clark seine Nachfolge antrat.
Sein letzter militärischer Auftrag führte ihn zum Hauptquartier der Air Force. Dort gehörte er bis zum Dezember 2017 der Stabsabteilung für Operationen (Assistant Deputy Chief of Staff, Operations) an. Anschließend schied er aus dem aktiven Militärdienst aus. Ursprünglich war seine Pensionierung schon für August 2017 vorgesehen, wurde aber auf Dezember verschoben.
Während seiner aktiven Zeit als Militärpilot absolvierte er über 4600 Flugstunden auf verschiedenen Flugzeugtypen.

## Daten der Beförderungen
| Abzeichen | Rang               | Jahr              |
| --------- | ------------------ | ----------------- |
|           | Second Lieutenant  | 11. März 1986     |
|           | First Lieutenant   | 11. März 1988     |
|           | Captain            | 11. März 1990     |
|           | Major              | 1. September 1997 |
|           | Lieutenant Colonel | 1. Mai 2000       |
|           | Colonel            | 1. August 2004    |
|           | Brigadier General  | 16. Juli 2010     |
|           | Major General      | 15. November 2013 |

## Orden und Auszeichnungen
Scott Vander Hamm erhielt im Lauf seiner militärischen Laufbahn unter anderem folgende Auszeichnungen:
- Air Force Distinguished Service Medal
- Defense Superior Service Medal
- Legion of Merit
- Bronze Star Medal
- Distinguished Flying Cross
- Defense Meritorious Service Medal
- Meritorious Service Medal
- State of Missouri Meritorious Service Medal
- Air Medal
- Aerial Achievement Medal
- Joint Service Commendation Medal
- Air Force Commendation Medal
- Joint Service Achievement Medal
- Combat Readiness Medal